# Małgorzata Sobiesiak
Małgorzata Sobiesiak z domu Piastun (ur. 16 kwietnia 1965 w Suwałkach) – polska nauczycielka bibliotekarka, oligofrenopedagożka, instruktorka aktywnej rehabilitacji, wolontariuszka, dyrektorka miejskiej biblioteki publicznej w Przasnyszu, radna Przasnysza (2002–2006).

## Życiorys
Małgorzata Sobiesiak urodziła się 16 kwietnia 1965 r. w Suwałkach. W 1980 r. ukończyła Szkołę Podstawową nr 1 im. Władysława Broniewskiego w Przasnyszu, w której 26 maja 1977 r. zdarzył się tragiczny wypadek. W wyniku doznanych urazów, do dziś porusza się przy pomocy wózka inwalidzkiego. W latach 1980–1984 kontynuowała edukację w Liceum Ogólnokształcącym w Przasnyszu. W 1986 r. ukończyła 2-letnie Państwowe Studium Kulturalno-Oświatowe i Bibliotekarskie w Ciechanowie. W tym samym roku podjęła pracę w Zespole Szkół Zawodowych w Przasnyszu jako bibliotekarka, specjalista ds. edukacji komputerowej, nauczyciel instruktor aktywnej rehabilitacji oraz jako wolontariuszka w Fundacji Aktywnej Rehabilitacji rozpoczęła pracę z dziećmi z niepełnosprawnościami i ich rodzicami. Lokalny koordynator wielu akcji, spotkań dla niepełnosprawnych.
W latach 1992–1997 studiowała w Wyższej Szkole Pedagogiki Specjalnej w Warszawie na wydziale rewalidacji i resocjalizacji, potem ukończyła studia podyplomowe o kierunku edukacja komputerowa. Od 1997 r. pracowała także jako wolontariuszka i instruktorka aktywnej rehabilitacji w Fundacji Aktywnej Rehabilitacji prowadząc obozy sportowe dla dzieci z niepełnosprawnością ruchową, szkolenia dla rodziców oraz szkolenia dla kadry obozów.
W roku 2001 w Zespole Szkół Ponadgimnazjalnych im. mjra Henryka Sucharskiego w Przasnyszu zainicjowała proces przekształcenia biblioteki w szkolne centrum informacji, gdzie powstał projekt komputeryzacji książnicy. Biblioteka jej szkoły została wyposażona w komputery z dostępem do internetu. Była też koordynatorem 4 projektów unijnych na staże zagraniczne dla uczniów i nauczycieli w ramach programu Leonardo da Vinci oraz projektu edukacyjnego w ramach programu „Kapitał Ludzki”. Brała wraz z innymi nauczycielami aktywny udział w wielu przedsięwzięciach kulturalnych, wydarzeniach historycznych, projektach regionalnych, organizowane były akcje wolontariatu, krwiodawstwa czy pomoc w organizacji i udział WOŚP. W roku 2002 nastąpiła reorganizacja jej szkoły. Zespół Szkół Zawodowych im. mjra Henryka Sucharskiego został przekształcony w Zespół Szkół Ponadgimnazjalnych im. mjra Henryka Sucharskiego. Organem prowadzącym zostało Starostwo Powiatowe w Przasnyszu. Szkoła otrzymała nowy sztandar. Będąc nauczycielem bibliotekarzem, instruktorem aktywnej rehabilitacji, jednocześnie sprawowała funkcje: w latach 2002–2006 radną miejską Rady Miejskiej w Przasnyszu, szefowa przasnyskiego sztabu Wielkiej Orkiestry Świątecznej Pomocy.
W 2012 r. zakończyła pracę w Zespole Szkół Ponadgimnazjalnych im. mjra Henryka Sucharskiego w Przasnyszu. W tym samym roku wygrała konkurs na stanowisko dyrektorki Miejskiej Biblioteki Publicznej im. Zofii Nałkowskiej w Przasnyszu. Od 2013 r. instytucja pod jej kierownictwem zaczęła przekształcać się z tradycyjnej biblioteki udostępniającej księgozbiór w miejsce realizacji wielu projektów kulturalnych, edukacyjnych i społecznych. Jednocześnie biblioteka zaczęła zdobywać środki na działania inwestycyjne zarówno z funduszy krajowych (program Ministra Kultury i Dziedzictwa Narodowego „Infrastruktura Bibliotek. Biblioteka+”), jak i europejskich (regionalny program operacyjny Województwa Mazowieckiego). W 2015 r. ukończyła X edycję Programu Liderzy Polsko-Amerykańskiej Fundacji Wolności realizowanego przez Fundację Szkoła Liderów. W latach 2017–2018 biblioteka pod jej kierownictwem realizowała projekt „Rozszerzenie oferty kulturalnej w Przasnyszu poprzez inwestycję infrastrukturalną i doposażenie miejskich instytucji kultury”, na które otrzymała unijne dofinansowanie w kwocie 2,1 mln zł w ramach konkursu: Działania 5.3 Dziedzictwo kulturowe. Projekt zakładał remont i przebudowę budynku po starym kinie (ul. J. Dąbrowskiego 3), do którego przeniesiona została biblioteka główna mieszcząca się do tej pory na parterze Urzędu Miasta oraz filia nr 2 dla dzieci i młodzieży. W ramach projektu dokonano również zakupu wyposażenia dla biblioteki i specjalistycznego wyposażenia dla Muzeum Historycznego (partner projektu).

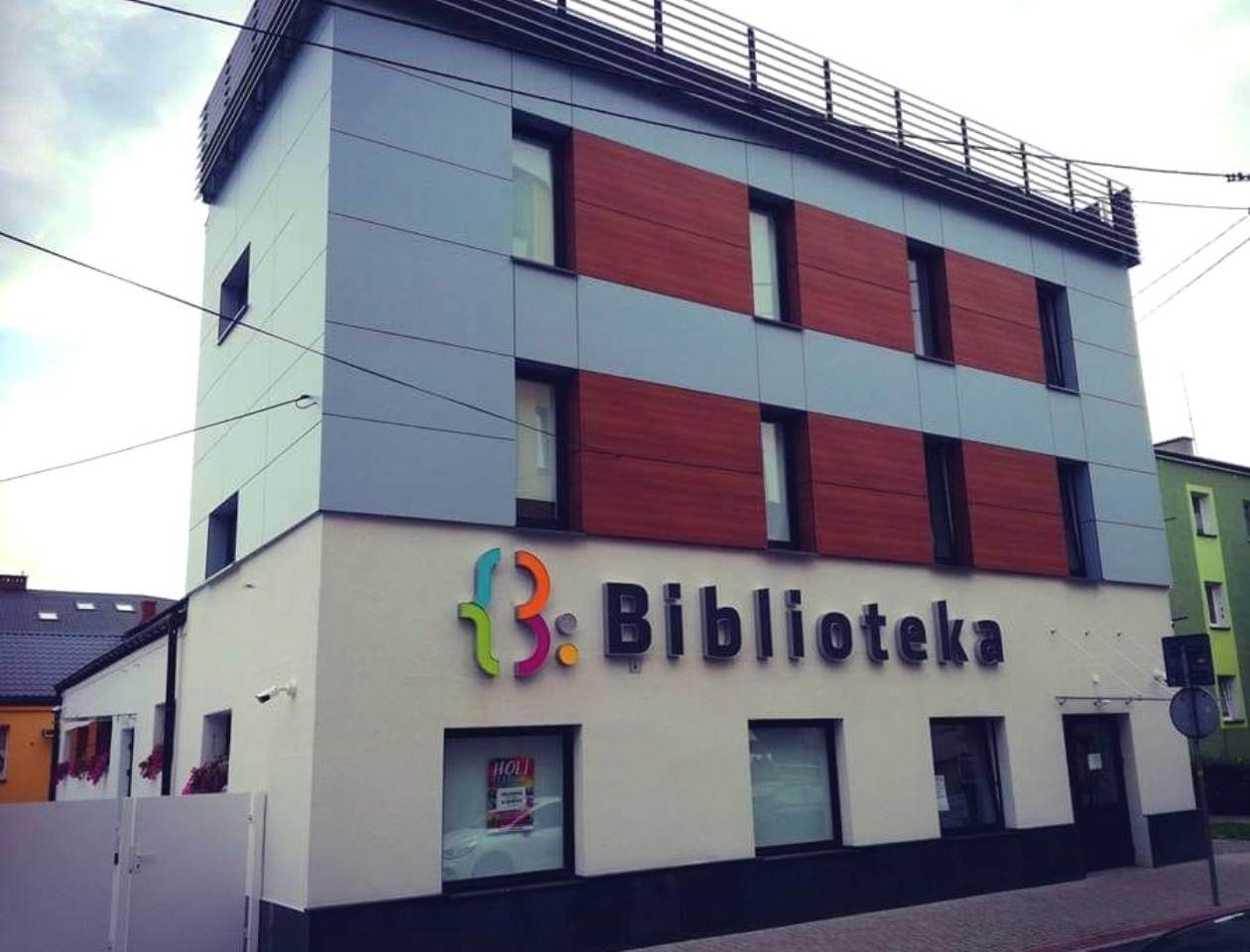
Biblioteka Publiczna w Przasnyszu

W 2016 r. jej placówka obchodziła 70-lecie swojej działalności. W tym czasie zdobyła tytuł Mazowieckiego Bibliotekarza roku 2016 w konkursie Stowarzyszenia Bibliotekarzy Polskich. W rankingu bibliotek publicznych „Rzeczpospolitej” i Instytutu Książki, jej placówka, której jest dyrektorką znalazła się w 2017 r. na 50 miejscu w Polsce i na 4 miejscu w woj. mazowieckim. W 2018 r. biblioteka zajęła I miejsce jako najlepsza instytucja działająca w województwie mazowieckim, 18 miejsce w kraju, w 2019 r. placówka zajęła w województwie mazowieckim I miejsce i 27 w Polsce. 11 października 2019 r. podczas uroczystej gali w Muzeum Sportu i Turystyki w Warszawie została wyróżniona przez marszałka województwa mazowieckiego Adama Struzika w konkursie: Innowacyjny Menedżer Kultury 2019.
16 października 2019 r. podczas gali konkursu Lider Zmian Województwa Mazowieckiego organizowanego przez Mazowiecką Jednostkę Wdrażania Programów Unijnych odebrała nagrodę internautów Lider Zmian dla Miejskiej Biblioteki Publicznej im. Zofii Nałkowskiej w Przasnyszu w kategorii „Człowiek w centrum uwagi” za realizację projektu: „Rozszerzenie oferty kulturalnej w Przasnyszu poprzez inwestycję infrastrukturalną i doposażenie miejskich instytucji kultury”. Za pracę zawodową i działalność społeczną odznaczana i wyróżniana, kreatywna o zdolnościach organizatorskich, stara się bardziej łączyć niż dzielić.

## Ordery, odznaczenia i wyróżnienia
- Medal Komisji Edukacji Narodowej – 2004
- Srebrny Medal za Długoletnią Służbę – 2009
- nagrody Burmistrza Miasta Przasnysz
- nagrody Starosty Powiatu Przasnyskiego
- tytuł Mazowiecki Bibliotekarz roku 2016
- tytuł najlepszej biblioteki w województwie mazowieckim
- uhonorowanie tytułem Przyjaciela Jedynki
- wyróżnienie Marszałka województwa Mazowieckiego